# Elezioni comunali in Abruzzo del 2002
Le elezioni comunali in Abruzzo del 2002 si sono svolte il 26 e 27 maggio (con ballottaggio il 9 e 10 giugno).

## Riepilogo sindaci eletti
Coalizione di centro-destra
     Coalizione di centro-sinistra
| Provincia | Comune    | Popolazione legale (censimento 1991) | Sindaco uscente | Sindaco uscente            | Sindaco eletto | Sindaco eletto         | Primo turno | Primo turno | Secondo turno | Secondo turno | Seggi   |
| Provincia | Comune    | Popolazione legale (censimento 1991) | Sindaco uscente | Sindaco uscente            | Sindaco eletto | Sindaco eletto         | Voti        | %           | Voti          | %             | Seggi   |
| --------- | --------- | ------------------------------------ | --------------- | -------------------------- | -------------- | ---------------------- | ----------- | ----------- | ------------- | ------------- | ------- |
| Chieti    | Ortona    | 22.601                               |                 | Gianfrancesco Puletti (AN) |                | Nicola Fratino (FI)    | 9.767       | 60,56       | —             | —             | 13 / 20 |
| Chieti    | San Salvo | 15.527                               |                 | Arnaldo Mariotti (DS)      |                | Gabriele Marchese (DS) | 6.750       | 56,29       | —             | —             | 12 / 20 |
| L'Aquila  | Avezzano  | 37.179                               |                 | Mario Spallone (PDS)       |                | Antonio Floris (FI)    | 14.452      | 53,74       | —             | —             | 18 / 30 |
| L'Aquila  | L'Aquila  | 66.813                               |                 | Biagio Tempesta (FI)       |                | Biagio Tempesta (FI)   | 25.745      | 53,31       | —             | —             | 24 / 40 |

## Provincia di Chieti

### Ortona
| Candidati                                                | Candidati                     | Voti                        | %     | Liste                                | Voti   | %     | Seggi |
| -------------------------------------------------------- | ----------------------------- | --------------------------- | ----- | ------------------------------------ | ------ | ----- | ----- |
|                                                          | Nicola Fratino Eletto sindaco | 9.767                       | 60,56 | Forza Italia                         | 2.859  | 18,33 | 4     |
| Insieme per Cambiare                                     | Nicola Fratino Eletto sindaco | 9.767                       | 60,56 | 2.344                                | 15,03  | 4     |       |
| Alleanza Nazionale                                       | Nicola Fratino Eletto sindaco | 9.767                       | 60,56 | 2.030                                | 13,02  | 3     |       |
| Unione dei Democratici Cristiani e Democratici di Centro | Nicola Fratino Eletto sindaco | 9.767                       | 60,56 | 1.625                                | 10,42  | 2     |       |
| Nuovo PSI                                                | Nicola Fratino Eletto sindaco | 9.767                       | 60,56 | 582                                  | 3,73   | -     |       |
| Democrazia Cristiana                                     | Nicola Fratino Eletto sindaco | 9.767                       | 60,56 | 337                                  | 2,16   | -     |       |
|                                                          | Roberto Serafini              | 6.362                       | 39,44 | Democrazia è Libertà - La Margherita | 2.118  | 13,58 | 3     |
| Democratici di Sinistra                                  | Roberto Serafini              | 6.362                       | 39,44 | 1.350                                | 8,66   | 2     |       |
| Lista civica                                             | Roberto Serafini              | 6.362                       | 39,44 | 607                                  | 3,89   | 1     |       |
| Città Nostra                                             | Roberto Serafini              | 6.362                       | 39,44 | 522                                  | 3,35   | -     |       |
| Rifondazione Comunista                                   | Roberto Serafini              | 6.362                       | 39,44 | 439                                  | 2,81   | -     |       |
| Lista Di Pietro                                          | Roberto Serafini              | 6.362                       | 39,44 | 437                                  | 2,80   | -     |       |
| Socialisti Democratici Italiani                          | Roberto Serafini              | 6.362                       | 39,44 | 346                                  | 2,22   | -     |       |
| Seggio al candidato sindaco                              | Seggio al candidato sindaco   | Seggio al candidato sindaco | 39,44 | 1                                    |        |       |       |
| Totale                                                   | Totale                        | 16.129                      | 100   |                                      | 15.596 | 100   | 20    |

### San Salvo
| Candidati                                                | Candidati                        | Voti                        | %     | Liste                   | Voti   | %     | Seggi |
| -------------------------------------------------------- | -------------------------------- | --------------------------- | ----- | ----------------------- | ------ | ----- | ----- |
|                                                          | Gabriele Marchese Eletto sindaco | 6.750                       | 56,29 | Democratici di Sinistra | 3.006  | 26,29 | 7     |
| Democrazia è Libertà - La Margherita                     | Gabriele Marchese Eletto sindaco | 6.750                       | 56,29 | 2.118                   | 18,53  | 4     |       |
| Socialisti Democratici Italiani                          | Gabriele Marchese Eletto sindaco | 6.750                       | 56,29 | 521                     | 4,56   | 1     |       |
| Rifondazione Comunista                                   | Gabriele Marchese Eletto sindaco | 6.750                       | 56,29 | 307                     | 2,69   | -     |       |
| Lista Di Pietro                                          | Gabriele Marchese Eletto sindaco | 6.750                       | 56,29 | 159                     | 1,39   | -     |       |
|                                                          | Eugenio Spadano                  | 5.242                       | 43,71 | Forza Italia            | 1.792  | 15,68 | 3     |
| Lista civica                                             | Eugenio Spadano                  | 5.242                       | 43,71 | 1.480                   | 12,95  | 2     |       |
| Alleanza Nazionale                                       | Eugenio Spadano                  | 5.242                       | 43,71 | 1.121                   | 9,81   | 1     |       |
| Unione dei Democratici Cristiani e Democratici di Centro | Eugenio Spadano                  | 5.242                       | 43,71 | 928                     | 8,12   | 1     |       |
| Seggio al candidato sindaco                              | Seggio al candidato sindaco      | Seggio al candidato sindaco | 43,71 | 1                       |        |       |       |
| Totale                                                   | Totale                           | 11.992                      | 100   |                         | 11.432 | 100   | 20    |

## Provincia dell'Aquila

### Avezzano
| Candidati                                                | Candidati                     | Voti                        | %     | Liste                | Voti   | %     | Seggi |
| -------------------------------------------------------- | ----------------------------- | --------------------------- | ----- | -------------------- | ------ | ----- | ----- |
|                                                          | Antonio Floris Eletto sindaco | 14.452                      | 53,74 | Forza Italia         | 4.763  | 18,18 | 6     |
| Unione dei Democratici Cristiani e Democratici di Centro | Antonio Floris Eletto sindaco | 14.452                      | 53,74 | 3.368                | 12,86  | 4     |       |
| Alleanza Nazionale                                       | Antonio Floris Eletto sindaco | 14.452                      | 53,74 | 2.918                | 11,14  | 4     |       |
| Lista civica                                             | Antonio Floris Eletto sindaco | 14.452                      | 53,74 | 2.850                | 10,88  | 4     |       |
| Partito Repubblicano Italiano                            | Antonio Floris Eletto sindaco | 14.452                      | 53,74 | 592                  | 2,26   | -     |       |
| Nuovo PSI                                                | Antonio Floris Eletto sindaco | 14.452                      | 53,74 | 396                  | 1,51   | -     |       |
|                                                          | Corrado Paoloni               | 7.425                       | 27,61 | Lista civica         | 1.609  | 6,14  | 2     |
| Democratici di Sinistra                                  | Corrado Paoloni               | 7.425                       | 27,61 | 1.428                | 5,45   | 2     |       |
| Socialisti Democratici Italiani                          | Corrado Paoloni               | 7.425                       | 27,61 | 1.092                | 4,17   | 1     |       |
| Lista civica                                             | Corrado Paoloni               | 7.425                       | 27,61 | 1.088                | 4,15   | 1     |       |
| Lista civica                                             | Corrado Paoloni               | 7.425                       | 27,61 | 554                  | 2,12   | -     |       |
| Rifondazione Comunista                                   | Corrado Paoloni               | 7.425                       | 27,61 | 388                  | 1,48   | -     |       |
| Seggio al candidato sindaco                              | Seggio al candidato sindaco   | Seggio al candidato sindaco | 27,61 | 1                    |        |       |       |
|                                                          | Lino Cipolloni                | 4.695                       | 17,46 | Lista civica         | 1.304  | 4,98  | 1     |
| Lista Di Pietro                                          | Lino Cipolloni                | 4.695                       | 17,46 | 954                  | 3,64   | 1     |       |
| Lista civica                                             | Lino Cipolloni                | 4.695                       | 17,46 | 851                  | 3,25   | 1     |       |
| Lista civica                                             | Lino Cipolloni                | 4.695                       | 17,46 | 769                  | 2,94   | 1     |       |
| UDEUR                                                    | Lino Cipolloni                | 4.695                       | 17,46 | 505                  | 1,93   | -     |       |
| Riformatori                                              | Lino Cipolloni                | 4.695                       | 17,46 | 415                  | 1,58   | -     |       |
| Seggio al candidato sindaco                              | Seggio al candidato sindaco   | Seggio al candidato sindaco | 17,46 | 1                    |        |       |       |
|                                                          | Ottaviano Gentile             | 320                         | 1,19  | Alleanza Democratica | 348    | 1,33  | -     |
| Totale                                                   | Totale                        | 26.892                      | 100   |                      | 26.192 | 100   | 30    |

### L'Aquila
| Candidati                                                | Candidati                      | Voti                        | %     | Liste                                | Voti   | %     | Seggi |
| -------------------------------------------------------- | ------------------------------ | --------------------------- | ----- | ------------------------------------ | ------ | ----- | ----- |
|                                                          | Biagio Tempesta Eletto sindaco | 25.745                      | 53,31 | Forza Italia                         | 9.758  | 21,23 | 9     |
| Unione dei Democratici Cristiani e Democratici di Centro | Biagio Tempesta Eletto sindaco | 25.745                      | 53,31 | 8.613                                | 18,74  | 8     |       |
| Alleanza Nazionale                                       | Biagio Tempesta Eletto sindaco | 25.745                      | 53,31 | 6.217                                | 13,53  | 6     |       |
| Nuovo PSI                                                | Biagio Tempesta Eletto sindaco | 25.745                      | 53,31 | 1.113                                | 2,42   | 1     |       |
| Fiamma Tricolore                                         | Biagio Tempesta Eletto sindaco | 25.745                      | 53,31 | 523                                  | 1,14   | -     |       |
|                                                          | Celso Cioni                    | 18.517                      | 38,34 | Democratici di Sinistra              | 6.137  | 13,35 | 6     |
| La Margherita                                            | Celso Cioni                    | 18.517                      | 38,34 | 5.069                                | 11,03  | 5     |       |
| La Città che Vogliamo                                    | Celso Cioni                    | 18.517                      | 38,34 | 1.502                                | 3,27   | 1     |       |
| Unione Democratici per l'Europa                          | Celso Cioni                    | 18.517                      | 38,34 | 1.263                                | 2,75   | 1     |       |
| Federazione dei Verdi-Comunisti Italiani                 | Celso Cioni                    | 18.517                      | 38,34 | 1.116                                | 2,43   | 1     |       |
| Socialisti Democratici Italiani                          | Celso Cioni                    | 18.517                      | 38,34 | 1.068                                | 2,32   | 1     |       |
| Italia dei Valori                                        | Celso Cioni                    | 18.517                      | 38,34 | 703                                  | 1,53   | -     |       |
| Seggio al candidato sindaco                              | Seggio al candidato sindaco    | Seggio al candidato sindaco | 38,34 | 1                                    |        |       |       |
|                                                          | Antonio Valentini              | 1.768                       | 3,66  | Lega Italica - Patto per L'Aquila    | 979    | 2,13  | -     |
| Aquilani                                                 | Antonio Valentini              | 1.768                       | 3,66  | 354                                  | 0,77   | -     |       |
|                                                          | Simona Giannangeli             | 1.384                       | 2,87  | Partito della Rifondazione Comunista | 994    | 2,16  | -     |
|                                                          | Paolo Vecchioli                | 580                         | 1,20  | Fronte Sociale Nazionale             | 391    | 0,85  | -     |
|                                                          | Massimo Mastracci              | 301                         | 0,62  | Alta Velocità                        | 161    | 0,35  | -     |
| Totale                                                   | Totale                         | 48.295                      | 100   |                                      | 45.961 | 100   | 40    |